# مهرزاد مرعشی
مهرزاد مرعشی (به آلمانی: Mehrzad Marashi) خواننده ایرانی‌تبار آلمانی است.
وی در مسابقات آلمان سوپراستار را می‌جوید (به آلمانی: Deutschland sucht den Superstar) در سال ۲۰۱۰ موفق به کسب مقام اول شد. وی توانست از بین ۳۵ هزار داوطلب به مرحله نهایی راه یافته و در نهایت با کسب ۵۷ درصد از آرای بینندگان تلویزیونی توانست بر منووین فرولیش غلبه کرده و مقام اول را کسب کند.
مهرزاد مرعشی که متولد ۱۹۸۰ است، از سن ۵ سالگی به همراه خانواده خود به آلمان مهاجرت کرده و ساکن شهر هامبورگ است.